# Skrivaremossen
Skrivaremossen är ett naturreservat i Ydre kommun i Östergötlands län.
Området är naturskyddat sedan 2010 och är 50 hektar stort. Reservatet som omfattar större delen av mossen är bevuxen med gamla tallar och det finns gransumpskog i söder. 